# Devil's Workshop
Devil's Workshop är det andra av två album Frank Black and the Catholics släppte den 20 augusti 2002. Flera av låtarna har hämtats från det övergivna albumet Sunday Sunny Mill Valley Groove Day. Låten "Velvety" har hämtat musik från Pixies b-sida "Velvety Instrumental Version". Det här var dock första gången låten hade någon text.

## Låtlista
1. Velvety
2. Out Of State
3. His Kingly Cave
4. San Antonio TX
5. Bartholomew
6. Modern Age
7. Are You Headed My Way?
8. Heloise
9. The Scene
10. Whiskey In Your Shoes
11. Fields Of Marigold